# ألكساندرو مارغيلومان
ألكساندرو مارغيلومان (بالرومانية: Alexandru Marghiloman) كان رومانيً محافظًا ورجل دولة، عمل لفترة قصيرة في عام 1918 (مارس - أكتوبر) كرئيس وزراء رومانيا وقد كان له دور حاسم خلال الحرب العالمية الأولى.

## مسيرته
دراس ألكساندرو الثانوية في كلية سانت سافا الوطنية الشهيرة في بوخارست. وتابع الدراسات العليا في القانون في باريس. في عام 1884، انتخب الكساندرو في البرلمان الروماني عن حزب المحافظين وفي عام 1888، وانضم إلى الحكومة الرومانية.

## روابط خارجية
- ألكساندرو مارغيلومان على موقع الموسوعة البريطانية (الإنجليزية)